# Value-Reporting
Das Value-Reporting bezeichnet das Berichtswesen im wertorientierten Management. Das Value Reporting kann an externe Empfänger gehen und ist damit Teil der Investor Relations. Es kann ebenso an interne Empfänger gehen wie z. B. dem Management.
Intern wie auch extern liefert es Informationen über die Werttreiber eines Unternehmens, die im Zusammenhang mit dem Shareholder-Value-Konzept immer bedeutender werden und zeigt damit auf, wo das Unternehmen zukünftig Wert zu generieren beabsichtigt.
Ein Value Reporting System bezweckt die umfassende Vermittlung von für die Wertbeurteilung relevanten, auch qualitativen Informationen. Unter Value Reporting versteht man eine erweiterte, gezielt verbesserte, externe Berichterstattung von Publikumsgesellschaften. 
Sie hat zum Ziel, den Finanzinvestoren vertiefte Einblicke in die Wertgenerierung des Unternehmens zu geben. Dies betrifft namentlich Vision und Strategie und die Produkt-, Markt- und Technologie-Positionierung einer Gesellschaft. Value Reporting soll Informations-Asymmetrien abbauen und damit die Finanzierungsmöglichkeiten für die Unternehmung erhöhen. Im Rahmen der Pflege der Investor Relations ist die Wertberichterstattung ein wichtiges Kommunikationsmittel.